# Udești
Udești es una comuna ubicada en el distrito de Suceava, Rumania.

## Superficie
Posee una superficie de 76,19 kilómetros cuadrados.

## Demografía
Hasta 2021 la población era de 7384 habitantes, con una densidad de población de 96,92 habitantes por kilómetro cuadrado.